# Карл Борман
Карл Борман (на немски: Karl Bormann) е немски историк на философията. Неговите изследвания са фокусирани върху античната и средновековната философия, по-специално върху творчеството на Николай Кузански.

## Биография
Борман прекарва цялата си академична кариера в Кьолнския университет. След като завършва хуманистична гимназия в Кьолн, той учи класическа филология и философия при професорите Йозеф Кох, Гюнтер Яхман и Йозеф Крол. През 1955 г. получава докторска степен с дисертация върху доктрината за идеята и разума във Филон Александрийски, в която разглежда концепцията на Филон за разума в критична дискусия с Хари Острин Волфсън.
От 1954 до 1959 г. Борман е научен сътрудник на Йозеф Кох в Института Thomas към Кьолнския университет, а след това асистент във Философския семинар на Пол Уилперт до 1965 г. Хабилитира се през 1967 г. с труда върху фрагментите от Парменид. През 1970 г. е назначен първоначално за асистент, а малко след това за научен съветник и професор. През 1980 г. е назначен за университетски професор по философия. Той става почетен професор през 1994 г.
През 1967 г. Борман става ръководител на Кьолнския офис на Кузанската комисия към Хайделбергската академия на науките, която отговаря за публикуването и превода на произведенията на Николай Кузански. През 1970 г. става член на комитета, през същата година член на Научно-консултативния съвет на Обществото Куза, а през 1973 г. съредактор на публикациите и изследователските приноси на Обществото Куза. Оттогава изследванията и публикациите на Николаос Кузанос са във фокуса на неговата научна работа. Освен това, книгата му за Платон, преведена от немски на гръцки и персийски, добила широко разпространение.
През 2010 г. Борман подкрепя усилията за беатифициране на мъченика свещеник Франц Бьом, който е депортиран в концентрационния лагер Дахау заради съпротивата си срещу нацисткия режим, където умира през февруари 1945 г.

### Произведения (избор)
- на немски: Platon (Платон). 4-то преработено издание (2003), немско издание - Karl Alber, ISBN 978-3-495-48094-6.
- на персийски: افلاطون. Персийско издание на книгата на Платон в превод на Мохамад Хасан Лотфи, Tarhe Nou, ISBN 978-964-489-059-8.
- на гръцки: Πλάτων. Гръцко издание на книгата на Платон, преведено от на гръцки: Ιωάννης Γ. Καλογεράκος. Атина, Институт за книгата – на гръцки: Α. Καρδαμίτσα, ISBN 978-960-354-200-1.
- Nikolaus von Kues (Nicolaus Cusanus): Philosophisch-theologische Werke in 4 Bänden (латино-германски). Издателство Феликс Майнер, Хамбург, ISBN 978-3-7873-1624-3.
- Parmenides. Untersuchungen zu den Fragmenten. Издателство Феликс Майнер, Хамбург, ISBN 978-3-7873-0261-1.
- на японски: パルメニデス―断片の研究 (Parumenidesu: danpen no kenkyū) - Японски за Парменид: Изследване на фрагментите. Превод от немски: на японски: 日下部吉信 (Йошинобу Кусакабе), ISBN 978-4-588-15015-9.
- Die Ideen- und Logoslehre Philons von Alexandrien. Eine Auseinandersetzung mit H. A. Wolfson. Философски факултет, Кьолнски университет, 1955 г.

### За Карл Борман
- Walter Habel: Wer ist wer? (Немско издание на Who's Who,  Издаване LII, 2015-2016), Schmidt-Römhild, Lübeck 2015, ISBN 978-3-7950-2055-2, стр. 104.
- Ludwig Hagemann и Reinhold Glei (редактор): ΕΝ ΚΑΙ ΠΛΗΘΟΣ – Einheit und Vielheit. Festschrift für Karl Bormann zum 65. Geburtstag. Echter, Würzburg 1993, ISBN 978-3-429-01554-1.